# Teoría de la bomba biótica
La Teoría de la bomba biótica (BPT por sus siglas del inglés: Biotic Pump Theory), es una hipótesis que Anastassia Makarieva y Víctor Gorshkov, del Instituto de Física Nuclear de San Petersburgo, propusieron en 2006 y argumenta que el mayor impulsor de los vientos es la capacidad de los bosques para condensar la humedad, en lugar de la temperatura. Se plantea como la consecuencia de una interacción particular de cuatro conocidas leyes físicas: 
- la ley de Clausius-Clapeyron,
- la ley de los gases ideales,
- la ley de la gravitación
- la ley conservación de la energía.

A través de la transpiración, las plantas sueltan vapor de agua en la atmósfera. A medida que el vapor se eleva, se encuentra con capas de aire frío y se condensa en gotas formando nubes. En el paso de gas a líquido, disminuye el volumen de agua dejando un vacío en el aire, con lo cual reduce su presión. Esto provoca que el aire por debajo en donde la presión es relativamente alta, sea aspirado, arrastrando con ella el aire más húmedo del océano o de la superficie forestal. Una bomba que produce vapor, modificando la presión atmosférica y que al final, genera la lluvia.
La teoría de la bomba biótica nace dentro del concepto de regulación biótica del medio ambiente. Según esta idea, el entorno adecuado para la vida es mantenido en este estado gracias a los organismos vivos de la biota natural intacta (es decir, la totalidad de los organismos biológicos) de la Tierra. La información necesaria para la regulación biótica está escrita en los programas genéticos de las especies biológicas de la biota de la Tierra. Para el funcionamiento estable de la bomba biótica del complejo ecosistema en su totalidad, es necesario que incluya a los árboles, hierbas y maleza, bacterias, hongos y todos los animales que interactúan entre sí.

## Definición
La palabra “biótica” (no “biológica”) se debe a que la bomba de humedad biótica permanece estable al ser impulsada por todos los organismos vivos de la biota natural, no solamente por algunas especies en particular o grupos de especies seleccionadas artificialmente por el hombre.
Como las masas de tierra se elevan por encima del océano, debido a la gravedad, los continentes están continuamente perdiendo agua, aportándola a los océanos a través de la escorrentía de los ríos. Dicho mecanismo puede agotar por completo las reservas mundiales continentales de agua en sólo unos pocos años. Por lo tanto, para preservar el ciclo del agua sobre la tierra, se necesita un mecanismo de transporte que devuelva continuamente humedad al continente desde el océano. La condensación del vapor de agua por encima de la cubierta forestal reduce la cantidad de gas en la columna de aire. En consecuencia, la presión del aire en la superficie es menor. El aire húmedo fluye desde los océanos hacia las zonas continentales de baja presión. La humedad atmosférica distribuida desde el océano se precipita sobre la tierra y compensa la pérdida gravitacional de agua líquida a través de la escorrentía. 
La bomba biótica del bosque debe funcionar de una manera compleja para regular el flujo de humedad de entrada, a fin de encontrar un equilibrio entre la Scylla (sic) y Caribdis (sic) de las sequías (suministro de humedad demasiado bajo) y las inundaciones (suministro de humedad demasiado alto). Esto puede lograrse por diversos medios, principalmente por los efectos bióticos sobre la rugosidad aerodinámica, lo que garantiza la ausencia de una aceleración drástica en el aire que se desplaza hacia el interior desde el océano, mediante la atenuación de la liberación biogénica de núcleos de condensación y otros medios.

## La BPT en la Amazonía
Según la teoría de la bomba biótica, la deforestación de la Amazonia convertiría el sur del continente americano en un desierto, debido a que los vientos océano-tierra cambiarían de dirección. En oposición a esta hipótesis, los modernos modelos de circulación global (MCG) predicen una modesta reducción de la precipitación si la región sufriera una deforestación, ya que consideran que la circulación atmosférica no se ve afectada por la cubierta vegetal. Al mismo tiempo, vale la pena señalar que los MCG modernos no son capaces de reproducir el ciclo del agua del Amazonas. La cantidad de humedad atmosférica traída al Amazonas por los vientos (según los modelos) parece ser dos veces menor que la cantidad actual medida en la escorrentía de los ríos. A pesar de que esto es bien conocido (y de todo el tiempo que lleva conociéndose) la deficiencia en el tratamiento convencional del ciclo del agua en el Amazonas por parte de los MCG, no se ha oído hablar de ningún intento de aplicar la nueva teoría de la bomba biótica para comprender los principios físicos y ecológicos de la circulación atmosférica en el Amazonas.
Para el biogeoquímico Antonio Donato Nobre (Doctor en Ciencias de la Tierra por la Universidad de New Hampshire), del Instituto Nacional de Investigación Amazónica el principal patrocinador de la teoría de la bomba biótica en Brasil, explica que las ecuaciones de la BPT, basándose únicamente en la presencia o ausencia de los bosques en la costa, parecen adaptarse mejor a lo que se observa. Según esto, gracias a la vegetación, los 8 millones de km² de selva hay todos los días de bombeo de 20 billones de galones de agua a la atmósfera.

## Polémica
Una notable objeción a la BPT consiste en que la liberación de calor latente asociado a la condensación conducirá a un aumento de la temperatura y al aumento de la presión de aire en lugar de producirse una caída de la misma. Este argumento, por ejemplo, fue formulado por un referee del reciente trabajo de Makarieva y Gorshkov en ACPD (Atmospheric Chemistry and Physics Discussions) y fue aprobado por el Comité Ejecutivo de ACPD. Sin embargo, como queda reflejado en la respuesta final, los cálculos de los referees se hicieron para un proceso, la condensación adiabática a volumen constante, que está prohibido por las leyes de la termodinámica y hace caso omiso de la ley de Clausius-Clapeyron y los efectos de la gravedad. De hecho, en equilibrio hidrostático, la presión del aire en superficie es igual al peso de la columna de aire, es decir, a la masa acumulada de las moléculas de aire por unidad de superficie multiplicada por la aceleración de la gravedad. El peso no depende de la temperatura. Por lo tanto, una vez que la masa de aire se reduce por la condensación (eliminación de vapor de agua de la fase gaseosa), la presión de aire en la superficie de las gotas a través de un ajuste rápido hidrostático independiente del cambio del perfil vertical de temperatura en la columna atmosférica, puede verse afectada por la liberación de calor latente. Esta caída de presión en superficie es responsable del transporte de la bomba de humedad biótica en la parte baja de la atmósfera.
Los modelos existentes predicen que la deforestación reduce en alrededor de un 20 a un 30% la precipitación de una región. Mientras que la BPT revela que esta reducción, podría alcanzar el 95% y convertir el lugar en un desierto. Los científicos Makarieva y Gorshkov opinan esto fue lo que sucedió en Australia con la llegada de los seres humanos, hace 50 mil años, y la consiguiente reducción de los bosques.

## Preocupación
En una entrevista concedida a la Revista del Aficionado a la Meteorología (RAM), Makarieva y Gorshkov afirman que: 
No es posible llevar a cabo una reforestación artificial. La bomba biótica es un fenómeno complejo con mucha información, que apareció como consecuencia de la evolución biológica cientos de millones de años atrás en el tiempo. Simplemente, reforestar no ayudará. Sin embargo, debería ser posible para facilitar los procesos naturales de auto-recuperación de los bosques. Prevemos que si la teoría de la bomba biótica se toma en serio y se reconoce la tarea de la reforestación, podemos esperar que aparezca una ciencia médica ecológica –que, al igual que la ciencia médica que permite la cura de varias enfermedades humanas, buscará la manera de permitir la recuperación libre de los ecosistemas forestales naturales después de las alteraciones varias a las que están siendo sometidos. La completa restauración de la potencia de la bomba biótica es posible cuando el proceso natural de auto-recuperación (sucesión) haya terminado. En los ecosistemas boreales esto lleva más de cien años. Sin embargo, los primeros efectos significativos primero se pueden esperar en unas cuantas décadas, cuando la productividad biológica se ha restaurado.